# Узвай
Узвай — река, протекающая в России, в Удмуртской Республике, по территории Игринского и Дебёсского районов, правый приток реки Ирымка. Длина 11 км.
Исток расположен в Игринском районе южнее деревни Нюровай. Генеральное направление течения — северо-восток. Вскоре после истока перетекает в Дебёсский район. В среднем течении на реке стоит деревня Сюрногурт, на реке в ней плотина и запруда.
Впадает в Ирымку выше села Лесагурт.

## Данные водного реестра
По данным государственного водного реестра России относится к Камскому бассейновому округу, водохозяйственный участок реки — Чепца от истока до устья, речной подбассейн реки Вятка. Речной бассейн реки — Кама.
Код объекта в государственном водном реестре — 10010300112111100032493.